# Baai (textiel)
Baai is een sterk geruwd en gevold wollen weefsel, uitgevoerd in linnenbinding of keperbinding. Het wordt niet of nauwelijks geschoren. Baai wordt dubbelbreed geweven, in jaeger (witte wol met 2 à 3 % bruine of zwarte wol) of in kleur. Wollen baai is een sterk en waterafstotend weefsel. Ook zware flanel  of molton van katoen of katoen gemengd met wol noemt men wel baai.
Baai wordt behalve voor kleding, dekens, lakens en voor het interieur onder de naam biljartlaken gebruikt voor snooker-, poker- en biljarttafels.
Het baeitjen, een wollen kledingstuk voor mannen uit de klederdracht van Hindeloopen ontleent zijn naam aan dit weefsel. In het West-Vlaams is een baai een wollen trui.